# Zapf (Bauunternehmen)
Das Bauunternehmen Zapf GmbH aus Bayreuth produziert Fertiggaragen aus Beton. Bis 2015 wurden u. a. Reihenhäuser durch den Geschäftsbereich Zapf-Bau hergestellt. Dieser Bereich wurde 2016 geschlossen. Das Unternehmen gehört zur französischen Bassac (bis 2020 LNC) mit Sitz in Boulogne-Billancourt.

## Geschichte

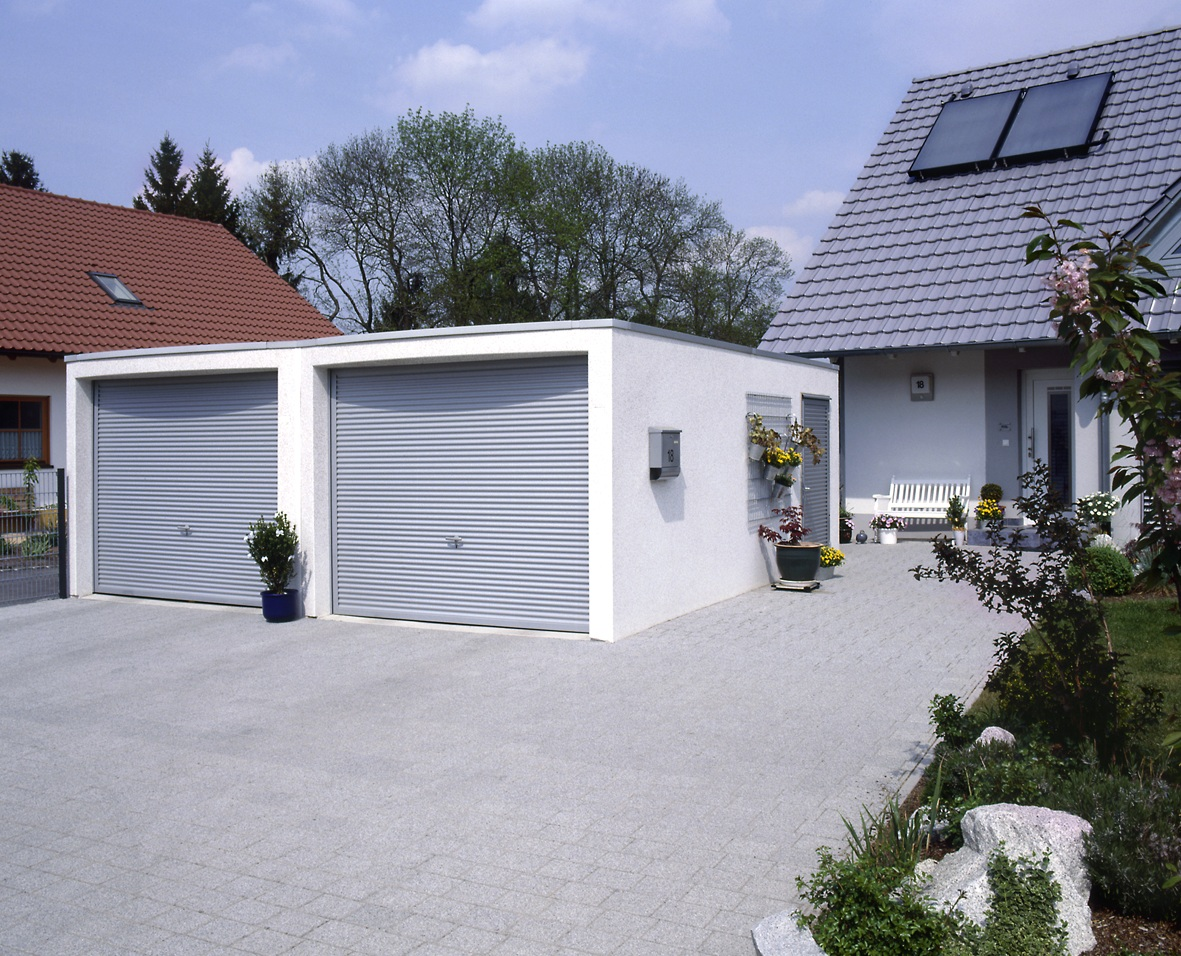
Zapf-Fertiggaragen (2005)

Das Unternehmen wurde 1904 als Baugeschäft von Adam Zapf gegründet. Nach dem Zweiten Weltkrieg wurde es wieder aufgebaut. 1961 wurde die erste Fertiggarage auf der Oberfrankenausstellung in Bayreuth präsentiert. 1963 erfolgte der Spatenstich für das Fertigteilwerk in Weidenberg. 1983 wurde ein Zweigwerk in Baar-Ebenhausen aufgebaut. Hier werden Pflastersteine und Fertiggaragen produziert. 1987 übernahm Zapf die Firma Kochbau-Seemann in Freiburg. 1988 starb Adam Zapf. 1998 wurde die Auszubildenden-Übungsfirma Zapf-Young gegründet. Die Pflastersteinfertigung in Ebenhausen wurde im Jahr 2000 von der Firma Ehl übernommen. Zur Pflastersteinproduktion in Bayreuth wurde Firma Ehl & Zapf gegründet. 2003 wurde der Bereich Konzeptbau zur Tochter KonzeptBauZapf GmbH. Zapf verkaufte seine Anteile an Ehl & Zapf. Zapf verfügt jetzt über sieben Geschäftsbereiche. Im gleichen Jahr wurde das Unternehmen mit seiner Übungsfirma Zapf-Young zum "Super-Ausbildungs-Team" Deutschlands gekürt. Im Jahr 2007 übernahm ZAPF den Garagenbauer Kesting aus Herne in NRW. 2010 erwarb Zapf die Garagenproduktion der Firma Classic-Garagen GmbH aus Neuenburg am Rhein (Breisgau). Ende 2011 übernahm Zapf die Garagenproduktion der Firma Estelit aus Dülmen und erweiterte damit seine Produktionsstätten auf zwei in Nordrhein-Westfalen. Aufgrund des nachlassenden Baugeschäfts entstanden 2015 größere Verluste, die zur Aufgabe von Geschäftsbereichen (Bau, Baustoffhandel, Konstruktive Fertigteile) und damit zur Reduzierung der Mitarbeiterzahl führten.

### Gesellschaftsstruktur
1999 verkaufte Werner Zapf (1933–2022) seine Anteile an der Zapf GmbH vollständig an die Deutsche Beteiligungs AG (Frankfurt) und die SchmidtBank KGaA. Im April 2006 verkauften die bisherigen Eigentümer 50 Prozent der Anteile an die französische Bauträgergruppe Les Nouveaux Constructeurs S.A. (LNC, Paris). Die andere Hälfte der Anteile wurde von den Finanzinvestoren Goldman Sachs, Deutsche Bank AG (London) und Lone Star übernommen. Im April 2009 übernahm LNC den 25-Prozentanteil des zwischenzeitlichen Finanzinvestors ELQ und erhöhte damit seinen Anteil an Zapf auf 75 Prozent. Die restlichen Anteile blieben bei der Deutschen Bank. Schließlich erwarb LNC im November 2010 18,1 Prozent der Zapf-Anteile von der Deutschen Bank und besitzt damit insgesamt 94 Prozent, während bei der Deutschen Bank nur noch der Rest von sechs Prozent blieb. Ein Jahr später wurde der Anteil der Deutschen Bank von Jörg Maschmann übernommen.

### Netzaberg

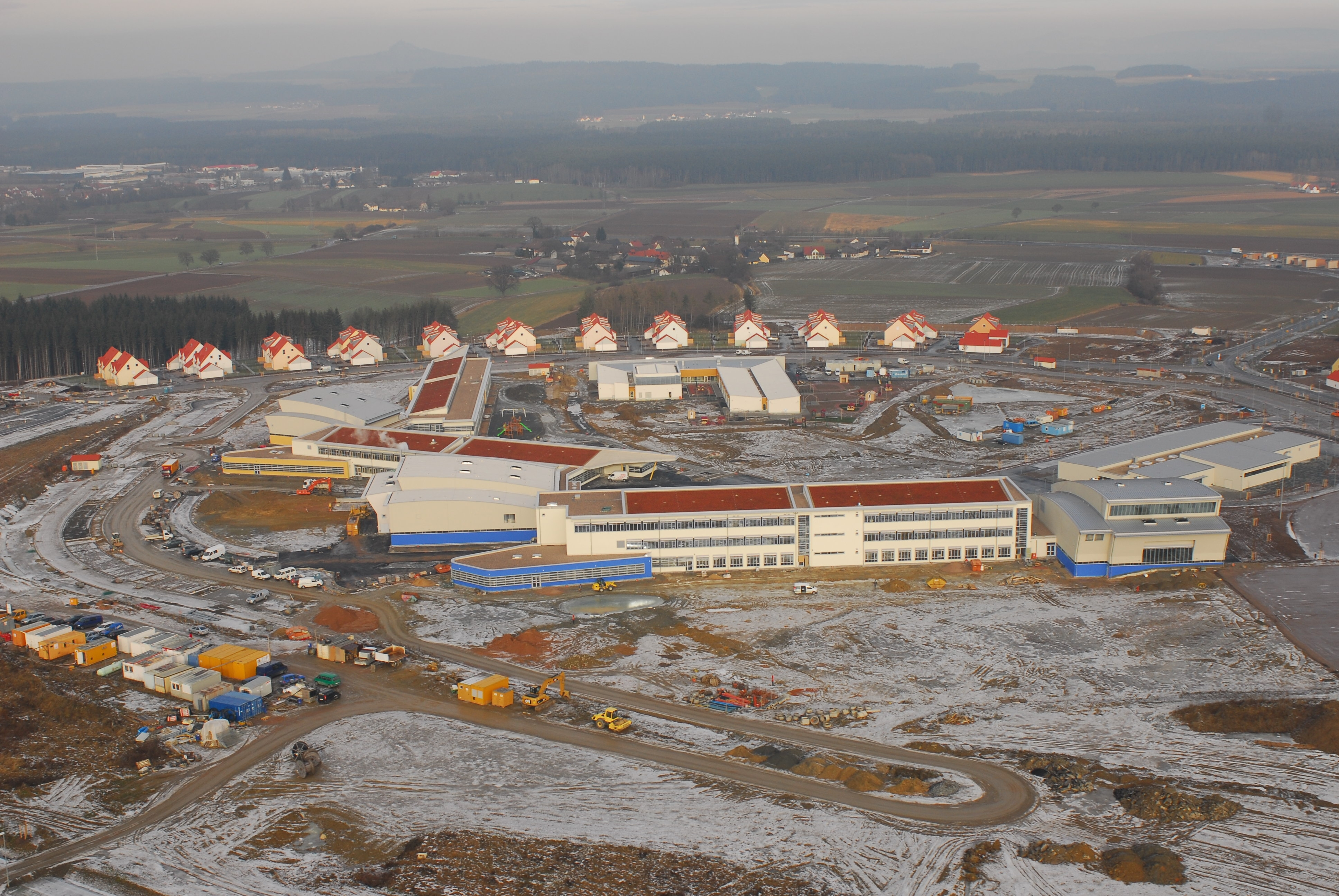
Die im Bau befindliche Netzaberg Housing Area (2008)

Der Truppenübungsplatz Grafenwöhr ist der größte Stützpunkt der US-Streitkräfte außerhalb Amerikas und wurde weiter ausgebaut. Im Zuge dieser Entscheidung wurde bis Ende 2008 von Zapf die Netzaberg Housing Area auf dem Netzaberg (Stadt Eschenbach in der Oberpfalz) gebaut. Mit 832 Häusern sowie den dazugehörigen Garagen und Außenanlagen war der Netzaberg eines der größten Wohnvorhaben in Deutschland und gleichzeitig das größte Projekt in der Firmengeschichte. Für dieses Projekt wurden rund 200 Mitarbeiter befristet eingestellt.

## Logistik
Das Unternehmen verfügt über eine eigene Spedition. Neben Tiefladern zum Transport von Fertigteilen, Kipperfahrzeugen für den Rohstofftransport gibt es auch eine Reihe von Spezialfahrzeugen zum Transport und Versetzen von Fertiggaragen. Das Werk Weidenberg hat einen eigenen, 2009 reaktivierten Anschluss an die Bahnstrecke Bayreuth–Weidenberg, über den Garagenlieferungen bei Entfernungen von mehr als 400 Kilometern abgewickelt werden. Im Juli 2011 wurden erstmals Fertiggaragen auch über den Wasserweg vom Bamberger Hafen nach Österreich geliefert.

## Standorte
- Hauptsitz und Verwaltung: Nürnberger Straße, Bayreuth
- Fertigteilwerk Weidenberg
- Fertigteilwerk Baar-Ebenhausen
- Fertigteilwerk Neuenburg am Rhein
- Fertigteilwerk Dülmen
- Sandwerk Untersteinach